# جولین مک‌مان
جولین مک‌مان (انگلیسی: Julian McMahon؛ ۲۷ ژوئیهٔ ۱۹۶۸ – ۲ ژوئیهٔ ۲۰۲۵) یک هنرپیشه اهل استرالیا بود. وی از سال ۱۹۸۹ میلادی تا هنگام مرگ مشغول فعالیت بود.
از فیلم‌ها یا برنامه‌های تلویزیونی که وی در آن نقش داشته است می‌توان به چهار شگفت‌انگیز، چهار شگفت‌انگیز: قیام موج‌سوار نقره‌ای، رد، اخطار قبلی، سافاری در حال چرخش، مهمانی هیولاها و آتش در ازای آتش اشاره کرد.
او همچنین در مجموعه تلویزیونی افسون‌شده، خانه و دوری و جراحی پلاستیک بازی کرده است.
جولین مک‌مان در ۲ ژوئیهٔ ۲۰۲۵ بر اثر سرطان در کلیرواتر، فلوریدا درگذشت.

## اوایل زندگی

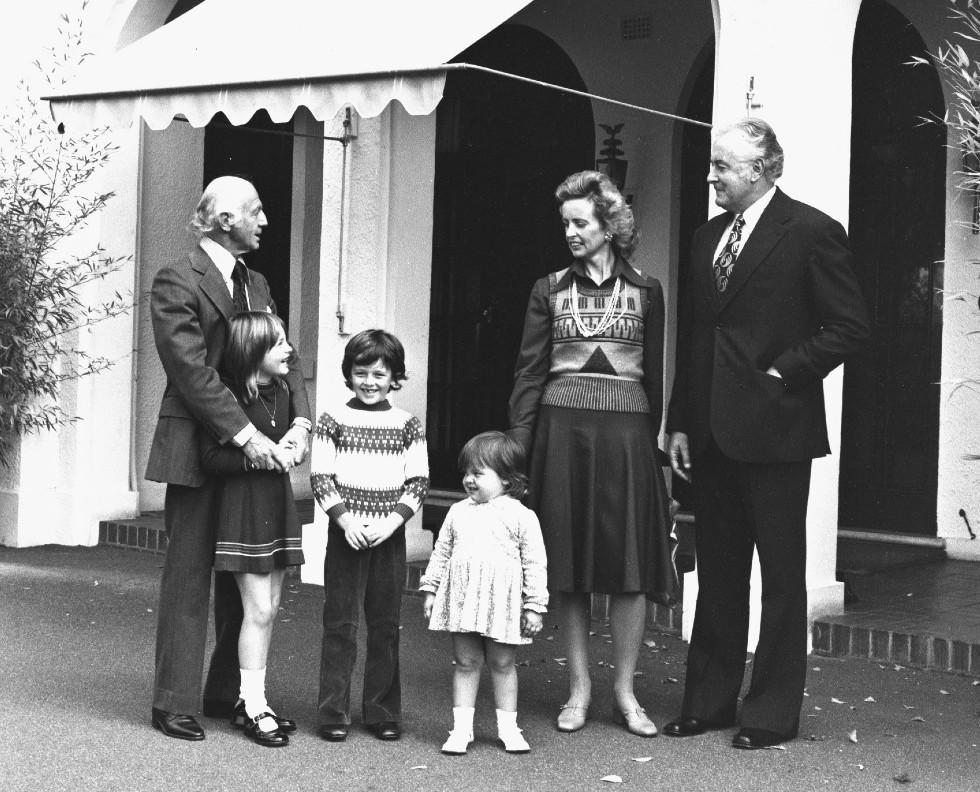
ویلیام و سونیا مک‌ماهون به همراه فرزندانشان (جولین در وسط) و نخست‌وزیر گاف ویتلم (در سمت راست) در لاج در سال ۱۹۷۵.

جولین دانا ویلیام مک‌مان در ۲۷ ژوئیه ۱۹۶۸ در سیدنی به دنیا آمد، وی فرزند سونیا (با نام خانوادگی اصلی هاپکینز)، وارث، چهره اجتماعی و نماد مد، و ویلیام مک‌مان، سیاستمدار برجسته استرالیایی بود. پدرش سال‌ها قبل از تولد جولیان، عضو مجلس نمایندگان استرالیا و وزیر عالی‌رتبه در دولت لیبرال بود. او در ۱۰ مارس ۱۹۷۱، زمانی که جولین دو ساله بود، بیستمین نخست‌وزیر استرالیا شد. مادرش در دوران نخست‌وزیری او، سه فرزندشان را به یک پرستار بچه سپرد تا در کانبرا کنار شوهرش باشد.
مک‌مان در مدرسه خصوصی پسرانه سیدنی گرامر، که پدرش در آن تحصیل کرده بود، تحصیل کرد. در کودکی، او رؤیای دانشجوی افسری در ارتش و بازی راگبی را در سر می‌پروراند. مک‌مان برای مدت کوتاهی در دانشگاه سیدنی حقوق و در دانشگاه ولونگونگ اقتصاد خواند. مک‌مان مدلینگ را از ۱۷ سالگی آغاز کرد و به مراکز مد از جمله لس‌آنجلس، نیویورک، میلان، رم و پاریس سفر کرد.

## فیلمشناسی

### فیلم
| سال  | عنوان                               | نقش                         | یادداشت‌ها | منبع |
| ---- | ----------------------------------- | --------------------------- | --------- | --- |
| ۱۹۹۲ | نجات غریق‌های بورس                   | میک                         |           | |
| ۱۹۹۶ | ماگنتا                              | مایکل                       |           | |
| ۱۹۹۸ | در شب آرام                          |                             |           | |
| ۲۰۰۰ | به دنبال خواب                       | جورج                        |           | |
| ۲۰۰۴ | دیدار با مارکت                      | هاچ                         |           | [ ۱۲ ] |
| ۲۰۰۵ | چهار شگفت‌انگیز                      | ویکتور فون دووم / دکتر دووم |           | |
| ۲۰۰۷ | پیشگویی                             | جیم هانسون                  |           | |
| ۲۰۰۷ | زندانی                              | درک پلاتو                   |           | |
| ۲۰۰۷ | چهار شگفت‌انگیز: ظهور موج‌سوار نقره‌ای | ویکتور فون دووم / دکتر دووم |           | |
| ۲۰۱۰ | قرمز                                | رابرت استانتون              |           | |
| ۲۰۱۱ | چهره‌هایی در جمعیت                   | سام                         |           | |
| ۲۰۱۲ | بایت3D                              | دویل                        |           | اولین=دیوید\|آخرین=رونی\|url=https://www.hollywoodreporter.com/movies/movie-reviews/venice-film-festival-bait-3d-review-366650/%7Ctitle=Bait 3D: نقد و بررسی ونیز\|تاریخ=۲۹ اوت ۲۰۱۲\|وب‌سایت=هالیوود ریپورتر\|archive-u |